# Danh sách phim Anh công chiếu năm 2012
Danh sách phim Anh công chiếu năm 2012, chưa cập nhật đầy đủ, thống kê cuối tháng 6.2012

## 2012
| Phim                                  | Đạo diễn           | Diễn viên                                            | Thể loại                     | Notes |
| ------------------------------------- | ------------------ | ---------------------------------------------------- | ---------------------------- | ----- |
| 2012                                  |                    |                                                      |                              |       |
| A Fantastic Fear of Everything        | Crispian Mills     | Simon Pegg, Amara Karan, Paul Freeman                | Comedy                       |       |
| The Best Exotic Marigold Hotel        | John Madden        | Judi Dench, Bill Nighy, Penelope Wilton              | Comedy/Drama                 |       |
| Dredd                                 | Pete Travis        | Karl Urban, Olivia Thirlby, Lena Headey              | Action/Science-Fiction       |       |
| Gambit                                | Michael Hoffman    | Colin Firth, Cameron Diaz, Alan Rickman              | Comedy                       |       |
| The Grind                             | Rishi Opel         | Zoe Tapper, Jamie Foreman                            | Crime/Thriller               |       |
| Hard Boiled Sweets                    | David L.G. Hughes  | Philip Barantini, Elizabeth Berrington, Adrian Bower | Crime/Thriller               |       |
| The Hobbit: An Unexpected Journey     | Peter Jackson      | Martin Freeman, Ian McKellen, Richard Armitage       | Epic Fantasy                 |       |
| Les Misérables - Những người khốn khổ | Tom Hooper         | Hugh Jackman, Russell Crowe, Anne Hathaway           | Musical/Drama                |       |
| The Pirates! Band of Misfits          | Peter Lord         | Hugh Grant, Salma Hayek, David Tennant               | Animation/3-D/Stop-Motion    |       |
| Skyfall (James Bond)                  | Sam Mendes         | Daniel Craig, Ralph Fiennes, Javier Bardem           | Action/Adventure/Thriller    |       |
| The Sweeney                           | Nick Love          | Ray Winstone, Ben Drew, Jeremy Clarkson              | Action                       |       |
| The Woman in Black                    | James Watkins      | Daniel Radcliffe, Ciarán Hinds, Janet McTeer         | Supernatural Thriller/Horror |       |
| Wrath of the Titans                   | Jonathan Liebesman | Sam Worthington, Ralph Fiennes, Liam Neeson          | Fantasy                      |       |

## Liên kết
- British films of 2012 at the Internet Movie Database